# Gottenheim
Gottenheim település Németországban, azon belül Baden-Württembergben. Lakosainak száma 3080 fő (2023. december 31.).

## Népesség
A település népessége az elmúlt években az alábbi módon változott:
| Lakosok száma | 1960 | 2965 | 2884 | 2941 | 3070 | 3080 |
|               | 1975 | 2017 | 2019 | 2021 | 2022 | 2023 |